# 岩淵喜代子
岩淵 喜代子（いわぶち きよこ、1936年10月23日 - ）は、俳人。
東京府生まれ。1976年「鹿火屋」に入会、原裕に師事。1981年、「貂」創刊同人として川崎展宏に師事。2000年俳句同人誌「ににん」を創刊・代表を務める。2001年第二句集『螢袋に灯をともす』により第1回俳句四季大賞受賞。2014年『二冊の鹿火屋―原石鼎の憧憬』で第28回俳人協会評論賞受賞。2018年、句集『穀象』で第33回詩歌文学館賞受賞。他の句集に『朝の椅子』『硝子の仲間』『岩淵喜代子句集』『白雁』、その他の著書に『淡彩望』『頂上の石鼎』がある。俳人協会、現代俳句協会、日本ペンクラブ、日本文藝家協会会員。